# Flaga Zielonej Góry
Flaga Zielonej Góry – jeden z symboli miejskich Zielonej Góry.

## Symbolika
Opis flagi miasta w załączniku nr 3 do Uchwały nr XXIX/267/04 Rady Miasta Zielona Góra z dnia 31 sierpnia 2004 roku Statut Miasta Zielona Góra:

Flagą Zielonej Góry jest prostokątny płat tkaniny o proporcjach szerokości do długości 5:8. Płat podzielony jest na trzy pasy (1 – czołowy, 2 – górny, 3 – dolny) w barwach wywodzących się z herbu miasta. Pas czołowy, pionowy przy drzewcu żółty (długość 1/3 płata), pas górny, poziomy biały (szerokość 1/2 płata), pas dolny, poziomy zielony (szerokość 1/2 płata).

{{Cytat}} Brakujące pola: treść. Przestarzałe pola: 1.